# Biga
Biga, egentligen Bijuga var ett "tvåspann", en vagn förspänd med två dragare i antikens Rom.
Resterna av en biga grävdes 1931 fram i Pompeji och förvaras nu i Neapels museum.